# شباب بني ثور
شباب بني ثور، نادي كرة قدم جزائري ورقلي ، تأسس في حي بني ثور ورقلة سنة 1990، الأخضر والأبيض هما ألوان الفريق 
يعتبر نادي شباب بني ثور مفخرة الجنوب لأنه النادي الجنوبي الوحيد الذي فاز بكأس الجزائر سنة 2000.

## الإنجازات
- بطل كأس الجزائر لسنة 2000 [1]
- حقق الصعود للقسم الوطني الثاني في 2025.

## وصلات خارجية
- شباب بني ثور يحتفل لتأسيسه